# Pseudomyrmex termitarius
Pseudomyrmex termitarius es una especie de hormiga del género Pseudomyrmex, subfamilia Pseudomyrmecinae. Esta especie fue descrita científicamente por Smith en 1855.

## Distribución
Se encuentra en Bolivia, Brasil, Colombia, Guyana Francesa, Granada, Guyana, Antillas Menores, Panamá, Paraguay, Perú, Surinam, Trinidad y Tobago y Venezuela.